# Nantua
Nantua ist eine französische Kleinstadt mit 3431 Einwohnern (Stand 1. Januar 2022) im Département Ain in der Region Auvergne-Rhône-Alpes. Sie ist Unterpräfektur des Arrondissements Nantua.

## Geografie
Nantua liegt auf 480 m, etwa 30 Kilometer östlich von Bourg-en-Bresse und 45 Kilometer westlich von Genf (Luftlinie). Die Kleinstadt erstreckt sich im Haut-Bugey, im Jura, in der tief eingeschnittenen Cluse de Nantua, einem Quertal durch die Juraketten (Klus), am Bach Doye und am Lac de Nantua.
Die Fläche des 12,79 km² großen Gemeindegebiets umfasst einen Abschnitt des südlichen französischen Juras. Der zentrale Teil des Gebietes wird von der hier in Richtung Südwest-Nordost orientierten Cluse de Nantua eingenommen. Sie bildet ein Quertal, das sich von Nantua bis ins Einzugsgebiet der Valserine durch die Ketten des Hochjuras zieht. Der Talboden ist bei Nantua rund 800 m breit und steigt gegen Nordosten zum Lac de Sylans an. Nach einem im 16. Jahrhundert erfolgten Bergsturz wurde dieser See aufgestaut und besitzt einen unterirdischen Abfluss. Sein Wasser tritt in der Source de la Doye bei Les Neyrolles wieder zutage.
Flankiert wird die Cluse de Nantua auf beiden Seiten von bis zu 500 m hohen Steilhängen, die von markanten Felswänden durchzogen sind. Nördlich des Quertals befinden sich der Mont Cornet und der Mont Burdet, südlich davon der Mont Pommier (1053 m). Nach Süden erstreckt sich das Gemeindeareal über die Waldkuppen des Forêt de Combe Noire auf die Höhe Les Monts d’Ain, mit 1127 m die höchste Erhebung im Gebiet von Nantua.
Nachbargemeinden von Nantua sind Apremont und Charix im Nordosten, Les Neyrolles im Osten, Saint-Martin-du-Frêne im Südwesten, Port im Westen sowie Montréal-la-Cluse im Nordwesten.

## Geschichte
Kaiser Karl der Kahle wurde im Oktober 877 in Nantua beerdigt, später aber in die Kathedrale von Saint-Denis umgebettet.
Während des Zweiten Weltkrieges war die Résistance in und um Nantua vergleichsweise stark. Deshalb überzogen die deutschen Besatzungstruppen den Ort mit mehreren Razzien. Bei der Razzia am 14. Dezember 1943 („rafle de Nantua“) wurden 150 Männer im Alter zwischen 18 und 40 Jahren verhaftet und großteils in das KZ Buchenwald deportiert, darunter der Vikar des Ortes, Gabriel Gay (1911–1945). Am 8. Juni 1944 wurde Nantua von den Forces françaises de l’intérieur befreit.

### Bevölkerungsentwicklung
| Jahr                       | 1946 | 1954 | 1962 | 1968 | 1990 | 1999 | 2006 | 2013 | 2021 |
| Einwohner                  | 3265 | 3560 | 3440 | 3572 | 3602 | 3902 | 3693 | 3524 | 3449 |
| Quellen: Cassini und INSEE |      |      |      |      |      |      |      |      |      |

## Sehenswürdigkeiten
- Abteikirche Saint-Michel
- Rathaus (Hôtel de ville)
- ehemaliges öffentliches Waschhaus (Lavoir)

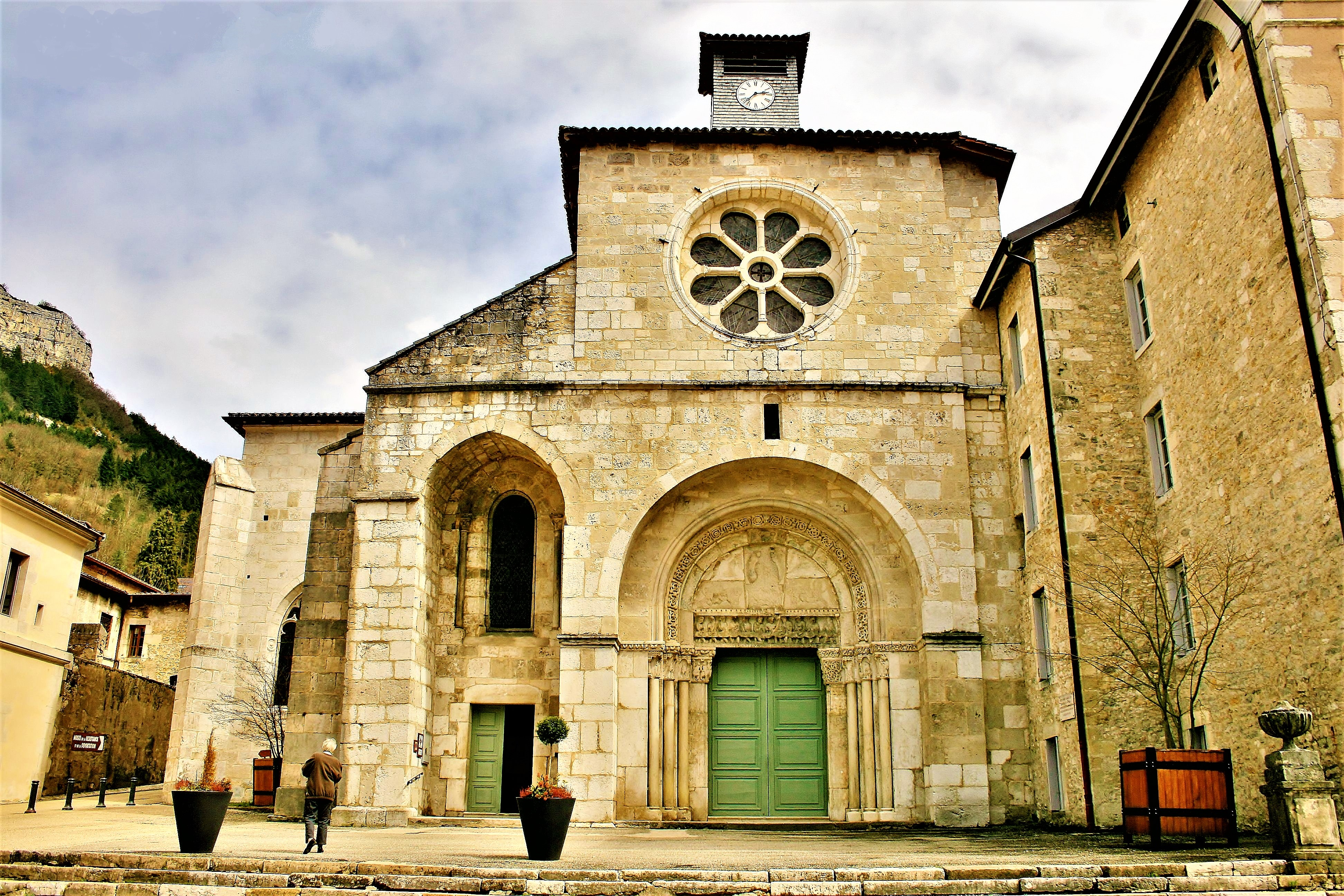
Abteikirche Saint-Michel
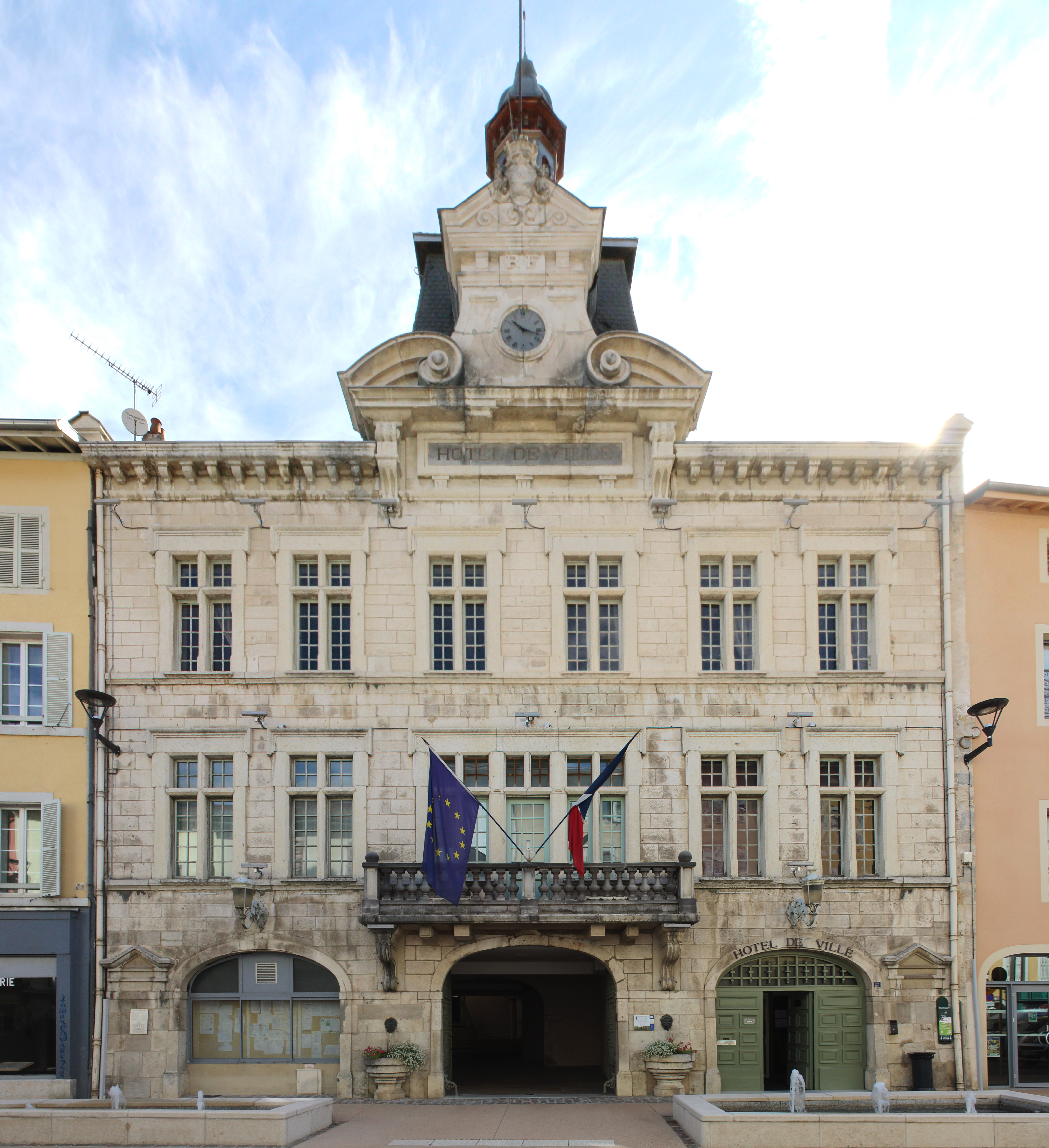
Rathaus
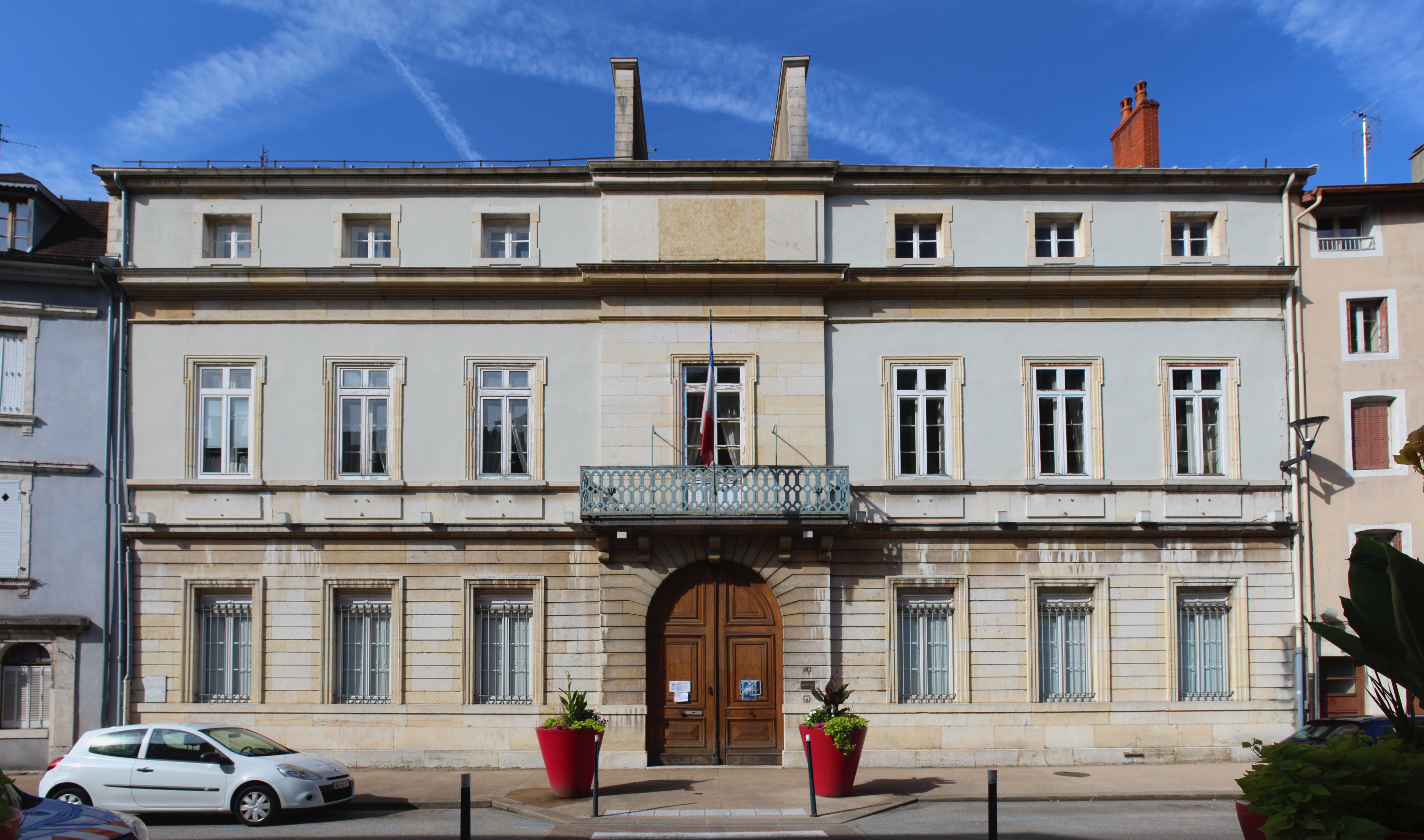
Sitz der Unterpräfektur des Arrondissements Nantua
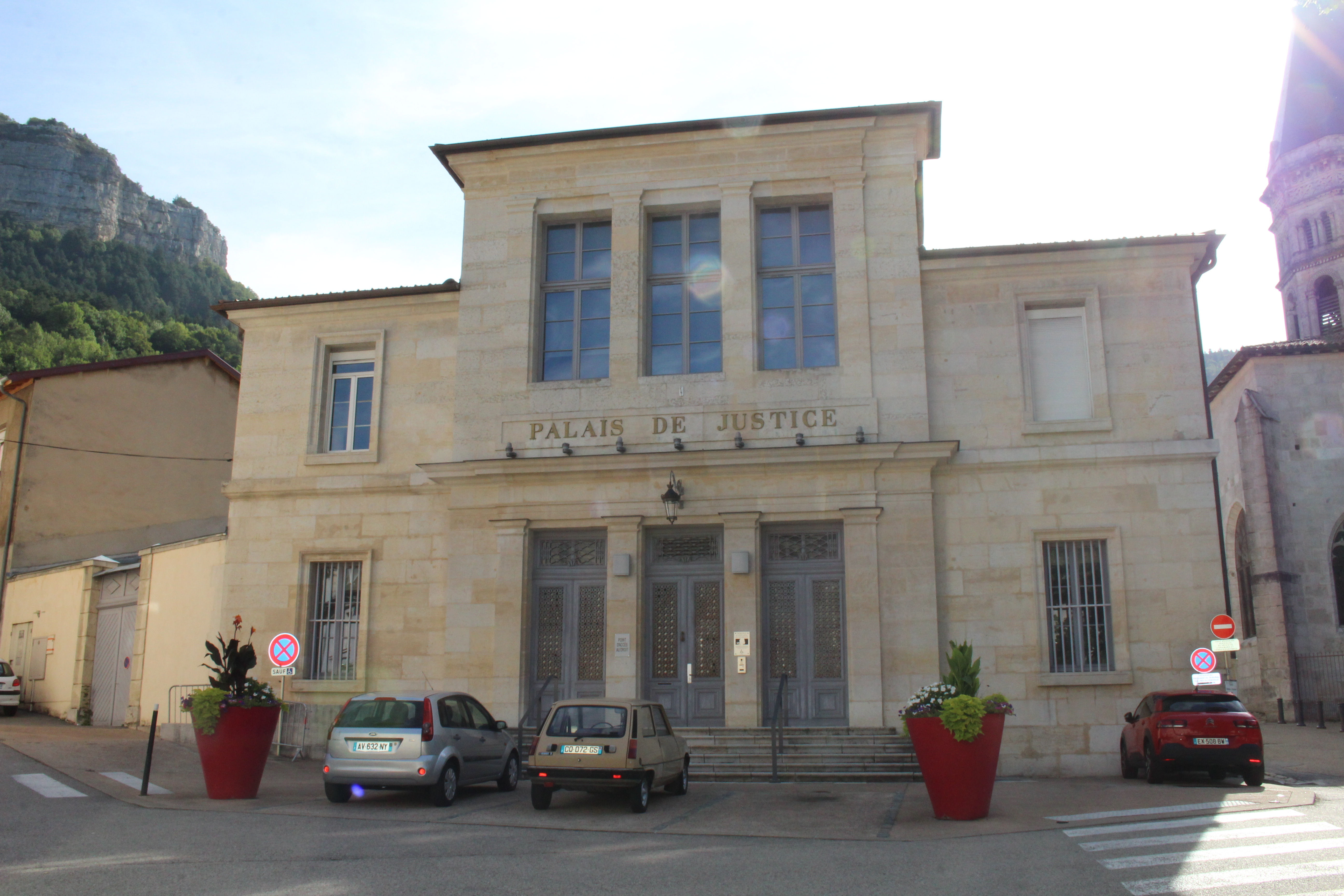
Justizpalast
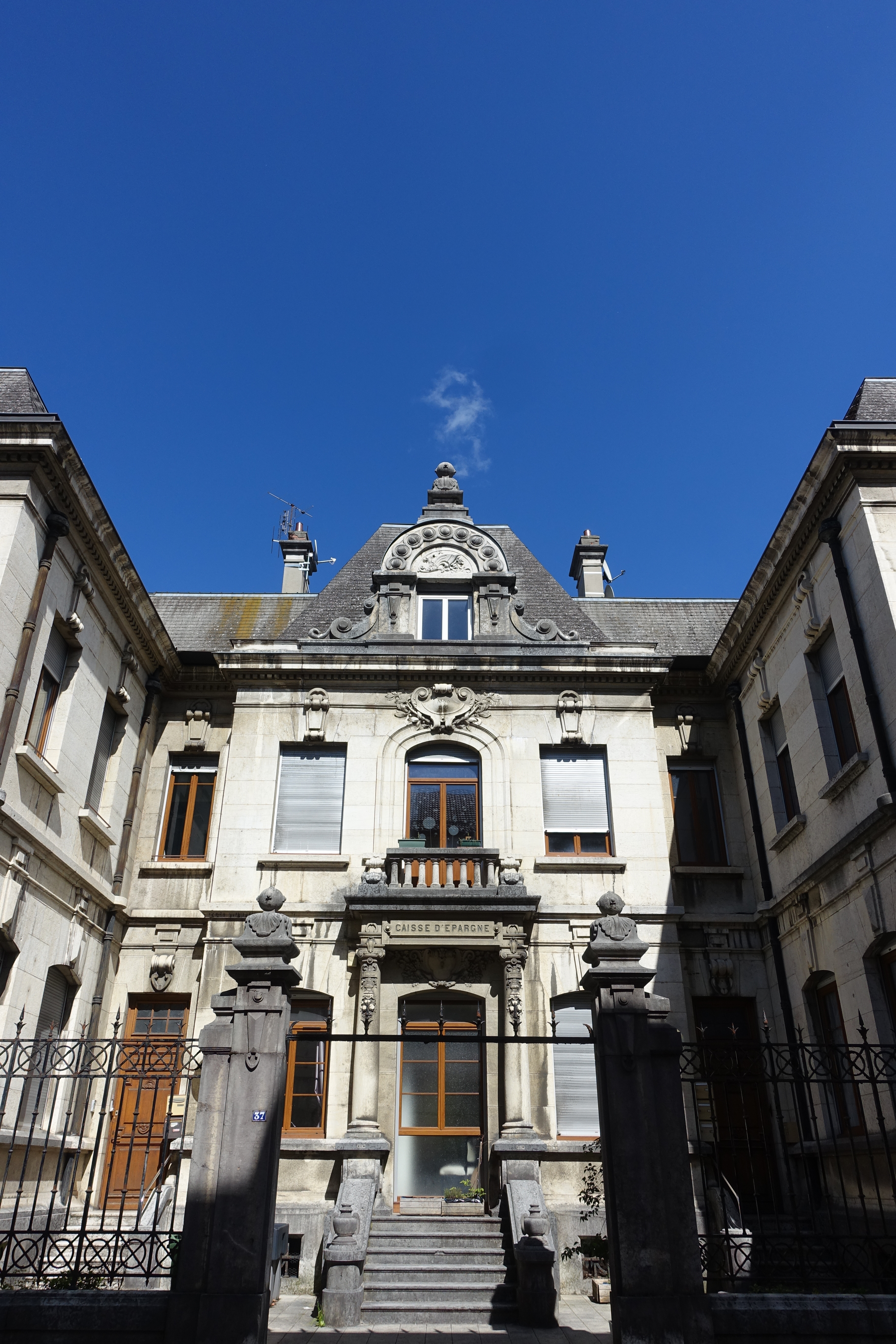
Ehemaliges Sparkassenhotel
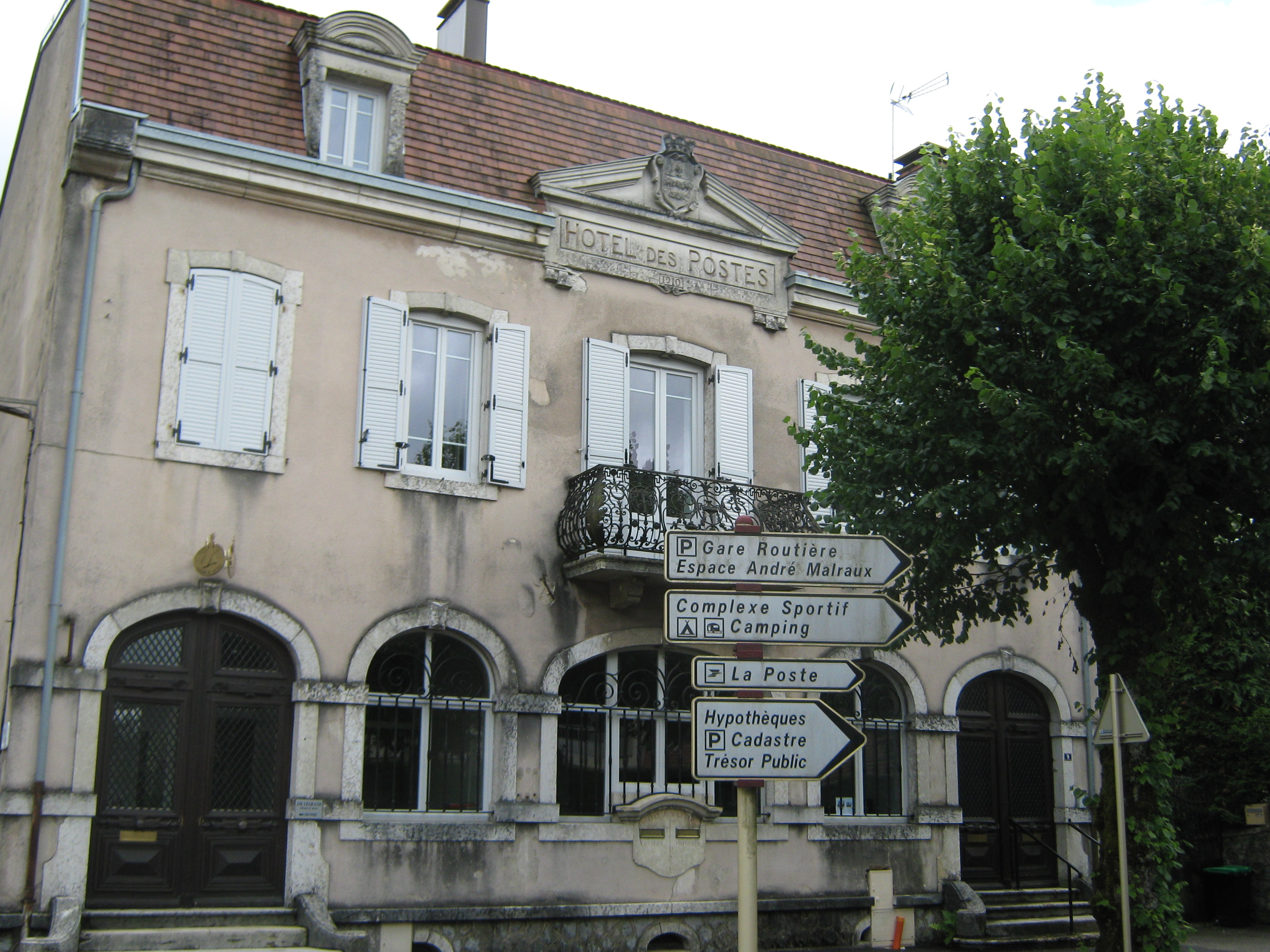
Ehemaliges Postamt
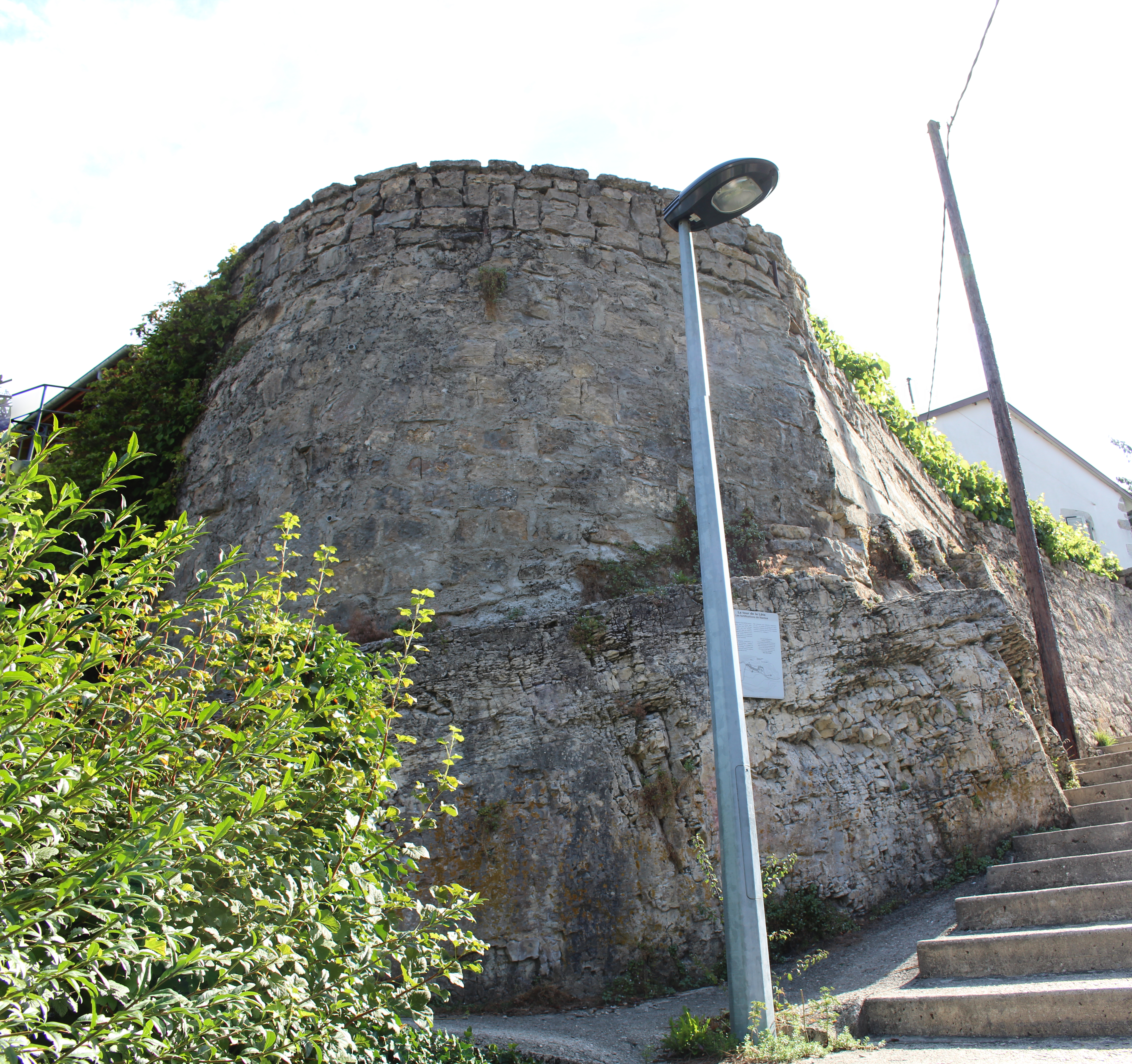
Tour de Lâte
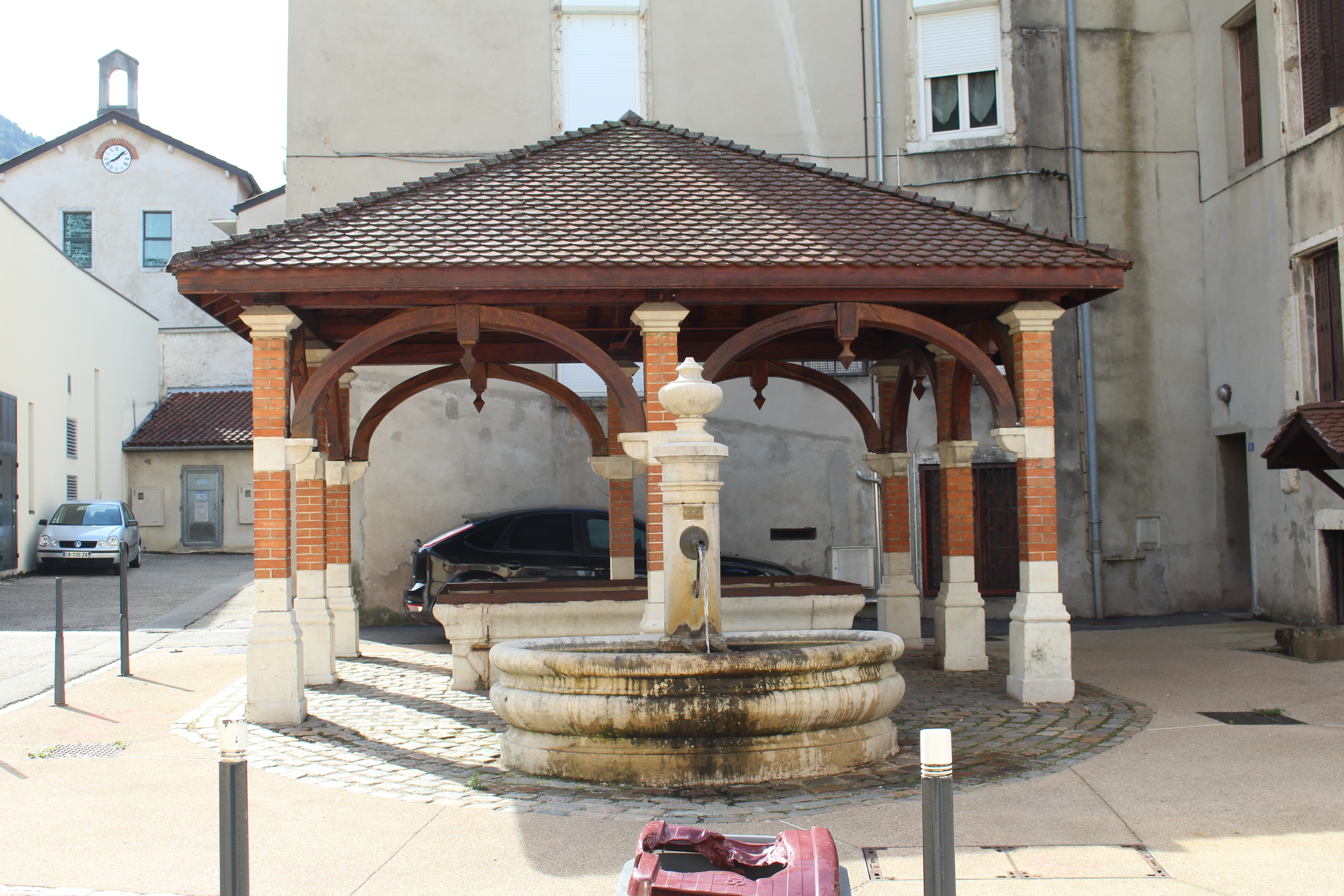
Lavoir

## Städtepartnerschaft
- Brembilla (ehemalige Gemeinde in der Provinz Bergamo, Italien) seit 2012

## Kulinarisches
Eine Spezialität ist die nach der Stadt benannte Flusskrebssoße Sauce Nantua, die üblicherweise zu Fischklößchen serviert wird.

## Persönlichkeiten
- Jean-Louis Aubert (* 1955), Sänger
- Noël del Bello (1942–2024), Autorennfahrer und Rennstallbesitzer
- Robert Lestienne (1892–1944), Autorennfahrer
- François Lecot (1878–1959), Autorennfahrer
- Corinne Niogret (* 1972), Biathletin